# Hermann Gruson

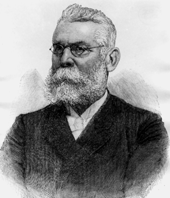
Hermann Gruson

Hermann August Jacques Gruson, född 13 mars 1821 i Magdeburg, död där 30 januari 1895, var en tysk industrialist.
Gruson anlade 1855 i Buckau (en förstad till Magdeburg) ett skeppsvarv och ett mindre gjuteri. Han framställde ett utmärkt gjutstål (Hartguß), som fick så vidsträckt användning, att hans verkstad efterhand fick utvidgas avsevärt. Företaget ombildades 1886 till ett aktiebolag och fick namnet Grusonwerk. Därifrån levereras pansartorn, pansarbatterier och lavetter till Europas flesta stater, men även bland annat järnvägsmateriel, pressar, lyftkranar och gasmotorer. Gruson drog sig 1891 tillbaka från ledningen av företaget, vilket 1893 övergick i firman Friedrich Krupps ägo. 